# Viktor Khabarov
Viktor Vassilievitch Khabarov (Виктор Васильевич Хабаров), né le 9 novembre 1843 à Saint-Pétersbourg et mort le 30 septembre 1897 à Tomsk, est un architecte russe.

### Quelques œuvres à Tomsk
En mai 1874, il est nommé architecte adjoint de la commission de construction du gouvernement de Tomsk et à la fin de l'été 1874 il s'installe à Tomsk pour remplir son service. Il est nommé en 1876 architecte de la ville et en 1889, architecte du gouvernement de Tomsk.

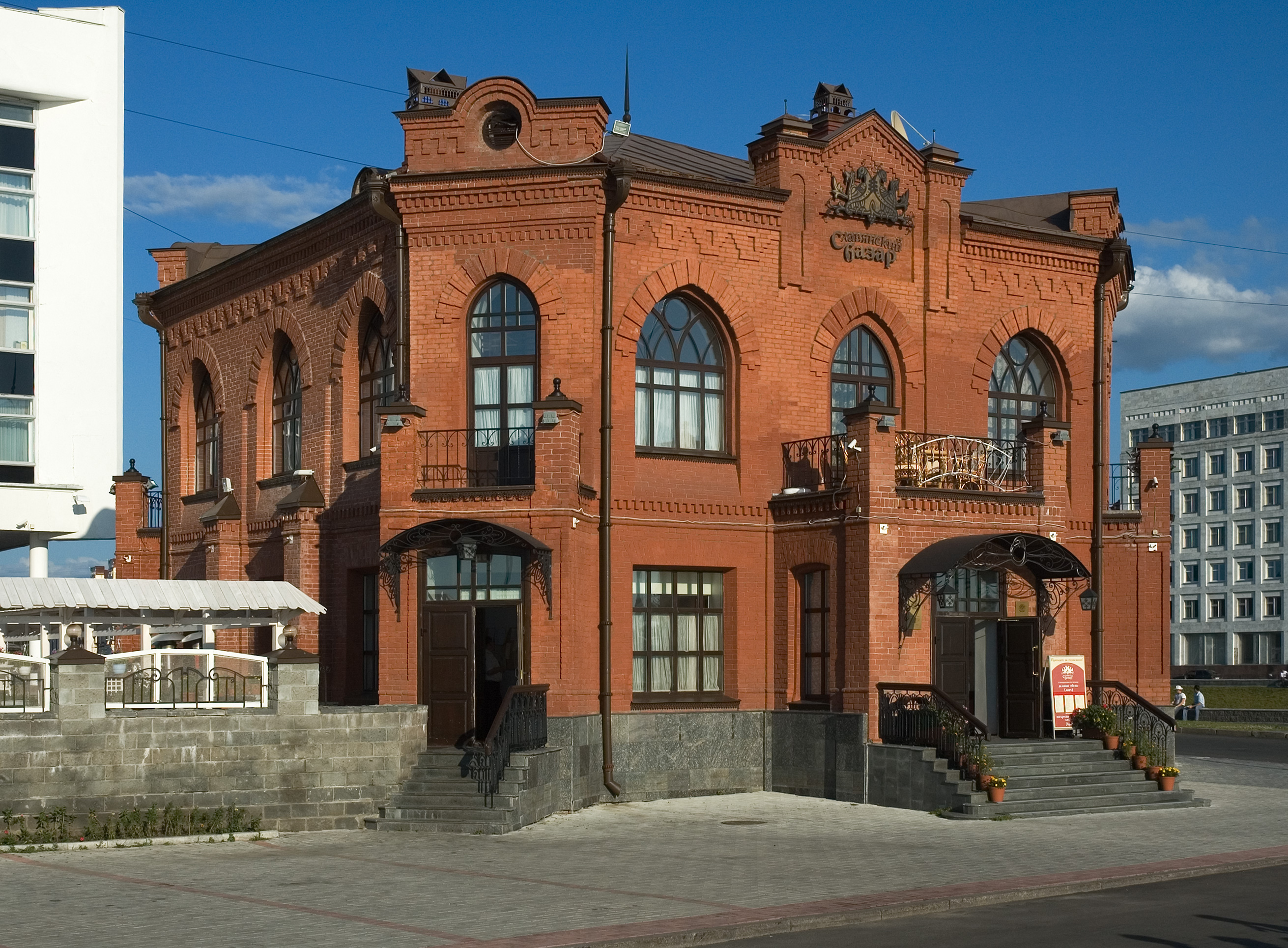
Le « Bazar slave ».

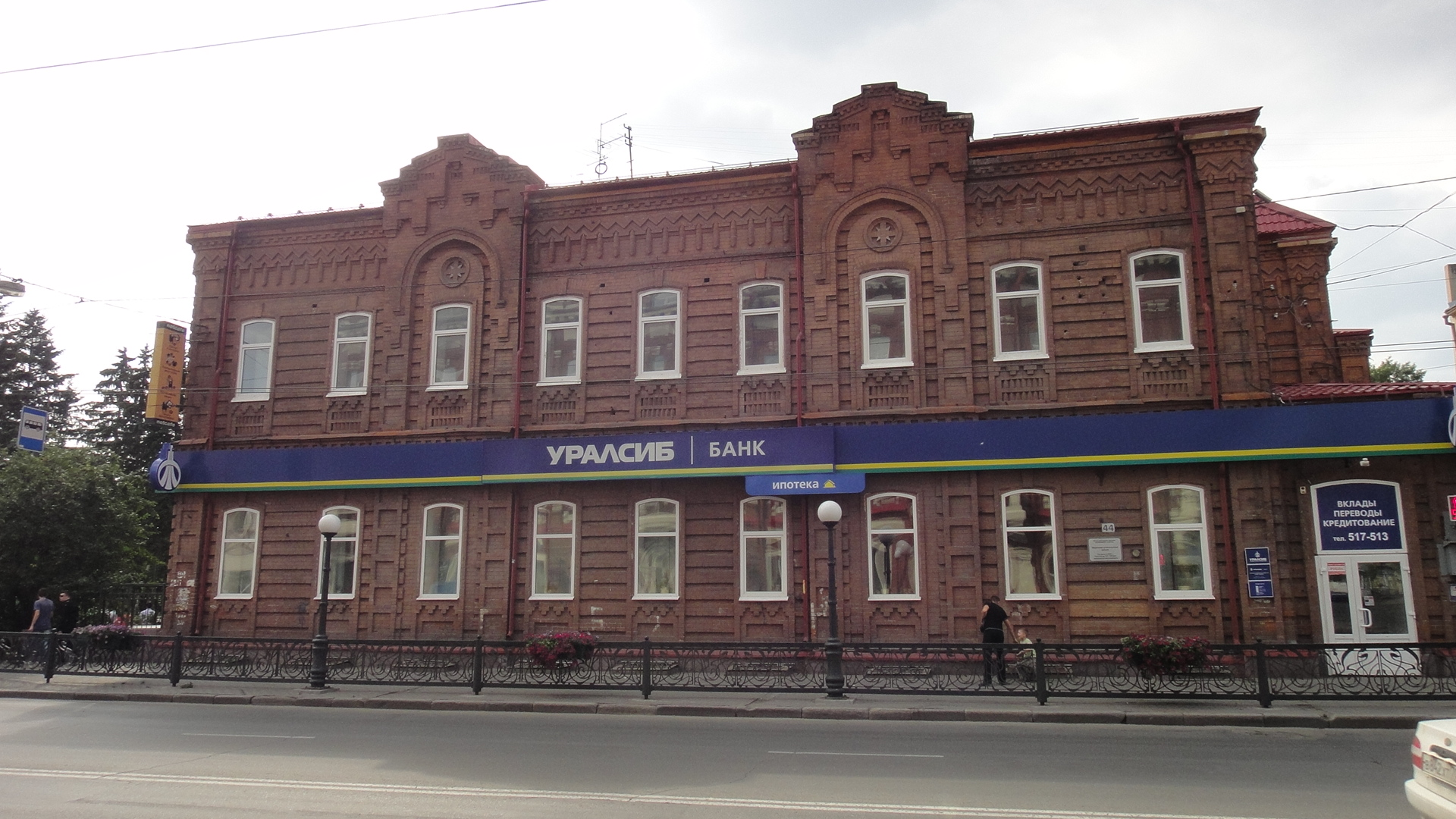
Immeuble no 44 de l'actuelle perspective Lénine (1896).

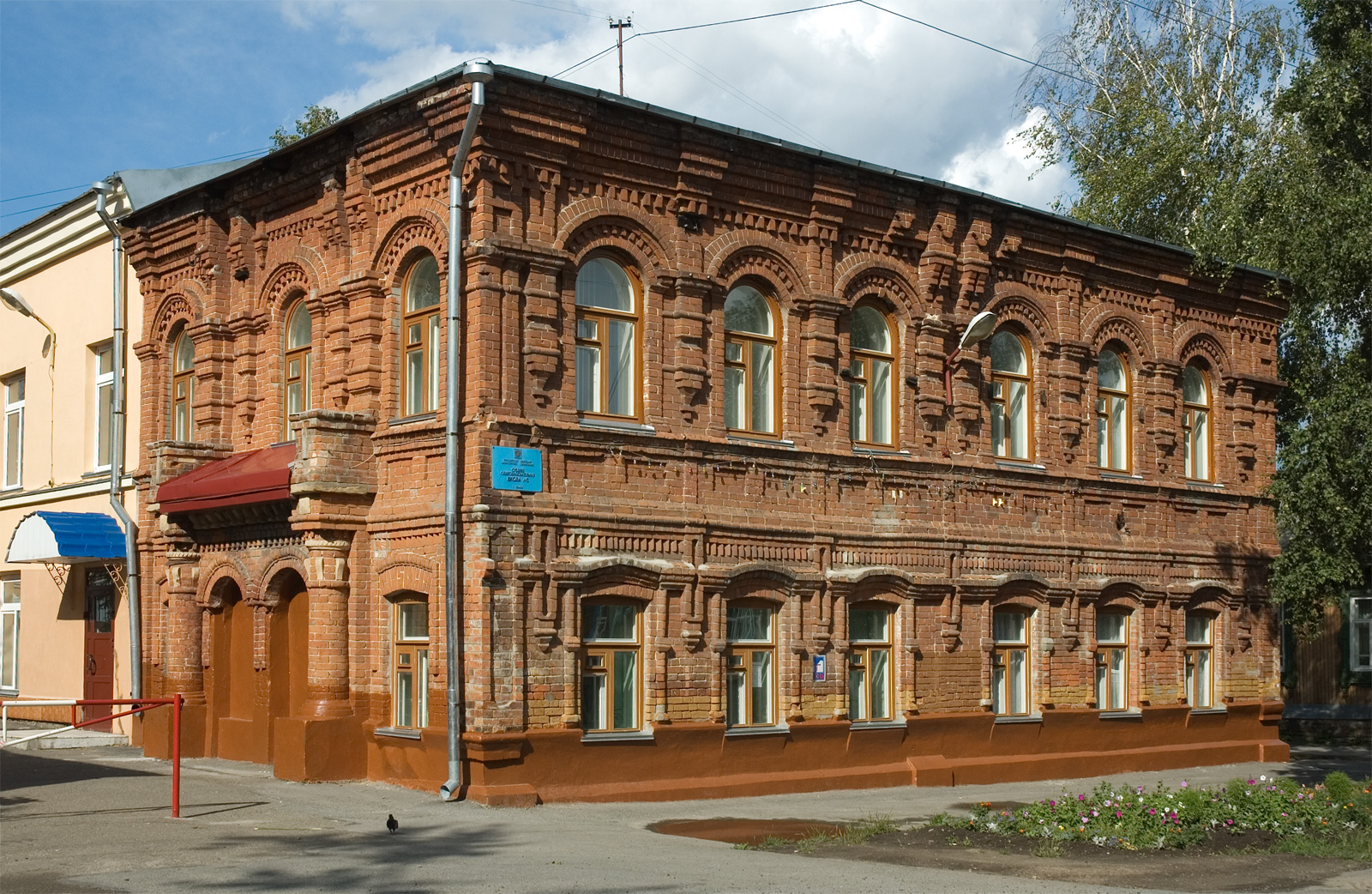
Rue Oktiabrskaïa, no 16. Ancienne école primaire.

À ses œuvres à son crédit à Tomsk se rattachent deux écoles paroissiales primaires, l'une pour garçons et l'autre pour filles, de la rue de la Résurrection (aujourd'hui rue Oktiabrskaïa) et de la sloboda Kirpitchnaïa (1880), la taverne « Le Bazar russe » (1887-1888), les transformations de la poste centrale de Tomsk, l'école véterinaire (1892), des établissements hospitaliers: une clinique psychiatrique (projet de 1891), l'hôpital du département de l'ordre de la charité publique (projet de 1894), la reconstruction et le réaménagement de bâtiments des bureaux du gouvernement, une prison de transit.
Il construit en collaboration avec Pavel Naranovitch en 1887-1890 la Maison du Gouverneur (aujourd'hui Maison des Savants) et reçoit pour cela une bague en or des mains propres du tsarévitch Nicolas (futur Nicolas II).
Khabarov signe le projet de reconstruction de la place du Gostiny Dvor de Tomsk, concernant neuf nouveaux bâtiments de négoce et un restaurant bon marché (restaurant-taverne « Le Bazar russe ») à l'embouchure de la rivière Ouchaïka (1892).
Il est aussi architecte diocésain (de l'éparchie de Tomsk) de 1892 à 1897. Il est l'auteur des plans d'un bâtiment pour cellules de moines au monastère Saint-Alexis, d'une école paroissiale (1894-1895) auprès de la maison archiépiscopale, d'une école paroissiale de la cathédrale de l'Annonciation (projet de 1892), de la maison dite « des Assidus » du monastère Saint-Jean-Baptiste de Tomsk (projet de 1892), d'une église de bois pour 180 personnes dans le village de Kouzovliovo (ouïezd de Tomsk, projet de 1895), de l'église de pierre de Kamen placée sous le vocable de l'Épiphanie (projet de 1897). Il dessine aussi des projets d'iconostases pour plusieurs églises de Tomsk. En 1885-1897, il termine les travaux de la cathédrale de la Sainte-Trinité (conçue par Constantin Thon) qui 'était effondrée en partie.
Viktor Khabarov dispose aussi d'une clientèle privée pour laquelle il projette ou construit entre autres le magasin de la maison de négoce « Petrov et Mikhaïlov » (projet de 1888, réalisé en 2011), les magasins sans étage du marchand P. Mikhaïlov (projet de 1892). En 1882, il réalise les plans à la commande du marchand I.A. Erenev de l'aile de pierre d'une clinique et une chapelle pour 350 personnes de l'école pour garçons du Saint-Esprit (projet non réalisé).
Il travaille pendant plus de vingt ans à Tomsk, y laissant un héritage architectural remarquable.